# 幼いピュロスの救出
『幼いピュロスの救出』（おさないピュロスのきゅうしゅつ、仏: Le Jeune Pyrrhus sauvé、英: Rescue of Young King Pyrrhus）は、17世紀フランスの巨匠ニコラ・プッサンが1634年にキャンバス上に油彩で制作した絵画である。主題はプルタルコスの『対比列伝』中の『ピュロス』 (II-5) から採られている。1634年に大修道院長ジョヴァンニ・マリア・ロッショーリ (Giovanni Maria Roscioli, 1609-1644年) に購入されたが、1665年にフランス王ルイ14世のコレクションに入った。現在、パリのルーヴル美術館に所蔵されている。

## 作品

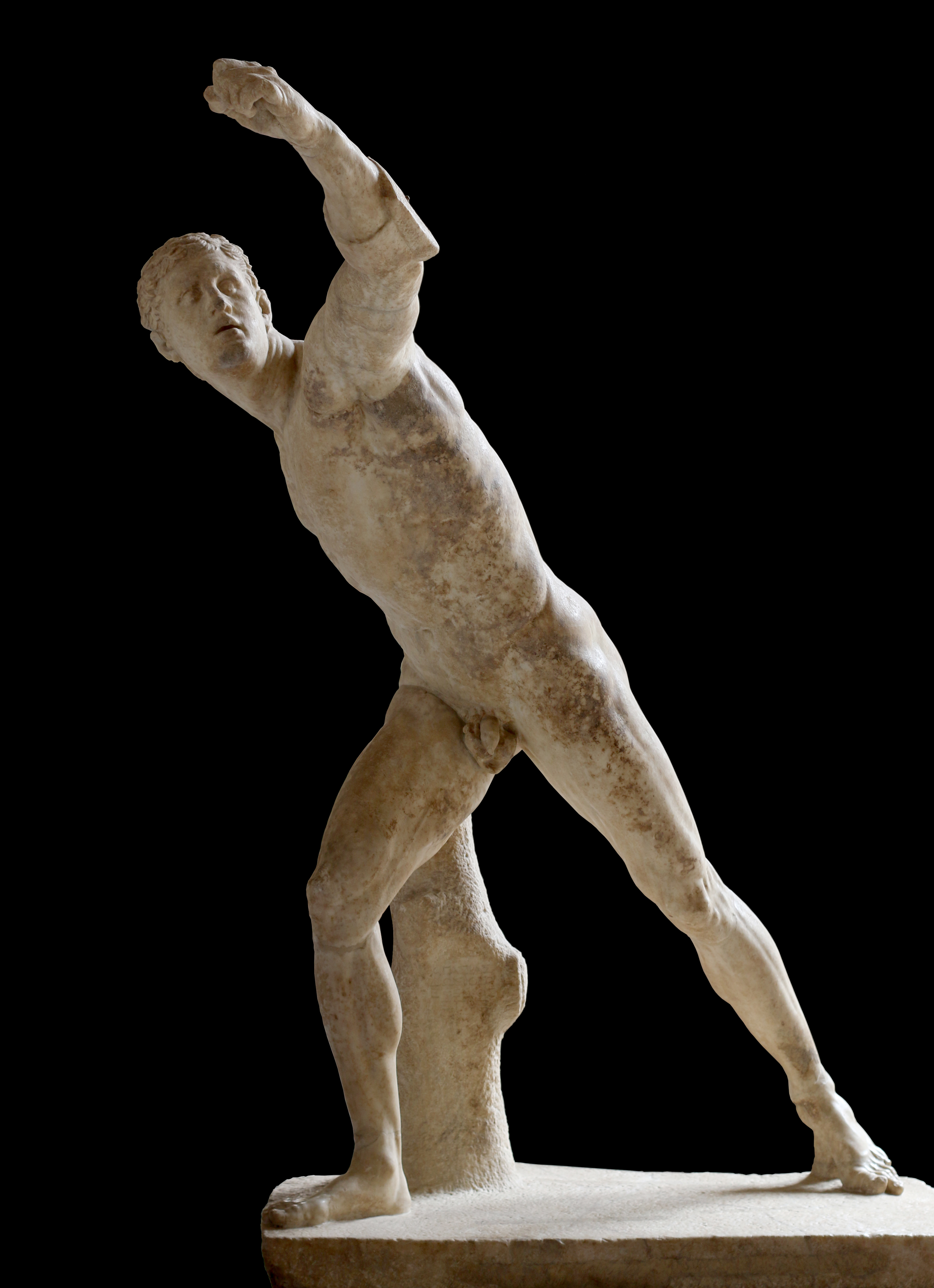
『ボルゲーゼの剣闘士』、高さ 199 cm、紀元前100年頃、ルーヴル美術館、パリ

ピュロスは古代の最も著名な武将の1人で、ハンニバルによればアレクサンドロス大王につぐ武将とされた。ピュロスはイピロスの王アイアキデスの息子であったが、アイアキデスが敵のモロシア人に敗れ、殺害されたため身の危険にさらされた。画中の王子ピュロスは2歳で、父の家臣や召使に付き添われ、敵から逃走中である。マケドニアの町メガラに近づいた時、日は暮れ落ち、彼らは河にさえぎられてしまう。右側からは敵の追手がやってきている。ピュロスの家臣たちは、メガラの住民に向かって木の皮に記した伝言を、1つは槍に結びつけ、もう1つは石ととともに投げ、救いを求めた。
背景には画面に平行に表されたメガラの町が見える。その前の左側にあるのはメルクリウスの像である。前景左端の河の激しい流れの横には、河神が身を横たえている。前景左手前の屈強の兵士は、アンドロクレイオーン、ヒッピアース、ネアンドロスの3人である。1人は左手に石を持ち、その右手の男は槍を投げようとしている。兜を被った兵士は王子ピュロスを召使の女たちに渡そうとしており、ほかの2人の女が右手奥を振り返っている。2人の兵士が岩穴の向こうから来る敵の追手を不安げに眺めている。
前景の人物像はフリーズ状に描写されている。石を持って伝言を投げようとしている左の男には、『ボルゲーゼの剣闘士』 (ルーヴル美術館、パリ) がモティーフとして用いられている。前景のほかの2人も彼の斜めの動作を繰り返しており、画面に非常に強いダイナミズムを与えている。この絵画は、レオナルド・ダ・ヴィンチの『絵画論』と直接的に関連している
。石と槍を投げようとしている2人の男は、レオナルドが『絵画論』に描いた小さい人物を大きな姿で移し変えているのである。レオナルドは、絵画に彫塑性を与えるために同じ動作を繰り返すことを推奨している。
この絵画の主題を理解するためにカギとなるのは、前景右端にある小さな三日月型の盾である。それには腕も脚もない女性像が表されており、子供のピュロスには力がまったく欠如し、周囲の者の意のままになっていることを示すイメージとなっている。メルクリウスの手を天に向ける動作は世界を支配する「天意」を示すが、それは「運」と混同してはならないものである。「運」は、この場面の嵐の光景、すなわち黒雲に覆われた空、背景の木々を揺さぶる激しい風によって表されている。メルクリウスの動作はこの絵画の情景に1つの光を与えており、その光とは展開しているドラマの結末は知られているというものである。